# Oh Hye-min
Oh Hye-min (kor. 오혜민) – południowokoreańska zapaśniczka walcząca w stylu wolnym. Zajęła szesnaste miejsce na mistrzostwach świata w 2018. Srebrna medalistka mistrzostw Azji w 2018 roku.